# 2012-es Wales-rali
A 2012-es Wales-rali (hivatalosan: Wales Rally GB) volt a 2012-es rali-világbajnokság tizedik futama. Szeptember 14. és 16. között került megrendezésre, 19 gyorsasági szakaszból állt a verseny, melyek össztávja 324,92 kilométert tett ki. A versenyen 31 páros indult, melyből 29 ért célba.

## Szakaszok
| Nap                 | Szakasz | Rajtidő (UTC+1) | Szakasz neve                  | Hossz    | Győztes            | Idő     | Átlagsebesség | Versenbyen vezető  |
| ------------------- | ------- | --------------- | ----------------------------- | -------- | ------------------ | ------- | ------------- | ------------------ |
| 1. (Szeptember 14)  | 1.      | 8:13            | Dyfnant 1                     | 20.48 km | Petter Solberg     | 11:53.5 | 103.33 km/h   | Petter Solberg     |
| 1. (Szeptember 14)  | 2.      | 9:38            | Hafren Sweet Lamb 1           | 24.87 km | Petter Solberg     | 14:46.2 | 101.03 km/h   | Petter Solberg     |
| 1. (Szeptember 14)  | 3.      | 10:19           | Myherin 1                     | 27.88 km | Jari-Matti Latvala | 15:55.1 | 105.1 km/h    | Jari-Matti Latvala |
| 1. (Szeptember 14)  | 4.      | 13:13           | Dyfnant 2                     | 20.48 km | Jari-Matti Latvala | 11:45.9 | 104.45 km/h   | Jari-Matti Latvala |
| 1. (Szeptember 14)  | 5.      | 14:38           | Hafren Sweet Lamb 2           | 24.87 km | Jari-Matti Latvala | 14:44.9 | 101.2 km/h    | Jari-Matti Latvala |
| 1. (Szeptember 14)  | 6.      | 15:19           | Myherin 2                     | 27.88 km | Jari-Matti Latvala | 15:55.7 | 105.02 km/h   | Jari-Matti Latvala |
| 2. (Szeptember 15.) | 7.      | 9:02            | Crychan 1                     | 19.50 km | Mads Østberg       | 10:38.1 | 110.4 km/h    | Jari-Matti Latvala |
| 2. (Szeptember 15.) | 8.      | 9:40            | Epynt 1                       | 8.31 km  | Sébastien Loeb     | 4:31.3  | 112.8 km/h    | Jari-Matti Latvala |
| 2. (Szeptember 15.) | 9.      | 10:06           | Halfway 1                     | 18.35 km | Jari-Matti Latvala | 10:33.7 | 104.4 km/h    | Jari-Matti Latvala |
| 2. (Szeptember 15.) | 10.     | 15:17           | Crychan 2                     | 19.50 km | Petter Solberg     | 10:27.9 | 111.8 km/h    | Jari-Matti Latvala |
| 2. (Szeptember 15.) | 11.     | 15:55           | Epynt 2                       | 8.31 km  | Jari-Matti Latvala | 4:28.5  | 114.0 km/h    | Jari-Matti Latvala |
| 2. (Szeptember 15.) | 12.     | 16:21           | Halfway 2                     | 18.35 km | Petter Solberg     | 10:30.4 | 104.9 km/h    | Jari-Matti Latvala |
| 2. (Szeptember 15.) | 13.     | 18:30           | Celtic Manor                  | 3.04 km  | Jari-Matti Latvala | 1:46.9  | 101.0 km/h    | Jari-Matti Latvala |
| 3. (Szeptember 16)  | 14.     | 7:18            | Port Talbot 1                 | 17.35 km | Sébastien Loeb     | 9:15.9  | 112.7 km/h    | Jari-Matti Latvala |
| 3. (Szeptember 16)  | 15.     | 8:16            | Rheola 1                      | 8.87 km  | Sébastien Loeb     | 4:42.0  | 112.3 km/h    | Jari-Matti Latvala |
| 3. (Szeptember 16)  | 16.     | 8:34            | Walters Arena 1               | 15.33 km | Jari-Matti Latvala | 8:49.3  | 101.3 km/h    | Jari-Matti Latvala |
| 3. (Szeptember 16)  | 17.     | 12:07           | Port Talbot 2                 | 17.35 km | Petter Solberg     | 9:07.1  | 114.5 km/h    | Jari-Matti Latvala |
| 3. (Szeptember 16)  | 18.     | 13:05           | Rheola 2                      | 8.87 km  | Sébastien Loeb     | 4:40.1  | 113.1 km/h    | Jari-Matti Latvala |
| 3. (Szeptember 16)  | 19.     | 13:23           | Walters Arena 2 (Power stage) | 15.33 km | Mikko Hirvonen     | 8:51.4  | 100.9 km/h    | Jari-Matti Latvala |

## Végeredmény
| Helyezés | Versenyző            | Navigátor            | Autó                    | Idő       | Különbség | Pont |
| -------- | -------------------- | -------------------- | ----------------------- | --------- | --------- | ---- |
| 1.       | Jari-Matti Latvala   | Miikka Anttila       | Ford Fiesta RS WRC      | 3:03:40.3 | 0.0       | 26   |
| 2.       | Sébastien Loeb       | Daniel Elena         | Citroën DS3 WRC         | 3:04:08.1 | +27.8     | 20   |
| 3.       | Petter Solberg       | Chris Patterson      | Ford Fiesta RS WRC      | 3:04:09.0 | +28.7     | 15   |
| 4.       | Mads Østberg         | Jonas Andersson      | Ford Fiesta RS WRC      | 3:04:50.9 | +1:10.6   | 12   |
| 5.       | Mikko Hirvonen       | Jarmo Lehtinen       | Citroën DS3 WRC         | 3:05:09.8 | +1:29.5   | 13   |
| 6.       | Jevgenyij Novikov    | Denis Giraudet       | Ford Fiesta RS WRC      | 3:07:17.3 | +3:37.0   | 8    |
| 7.       | Thierry Neuville     | Nicolas Gilsoul      | Citroën DS3 WRC         | 3:07:52.2 | +4:11.9   | 6    |
| 8.       | Matthew Wilson       | Scott Martin         | Ford Fiesta RS WRC      | 3:9:40.7  | +6:00.4   | 4    |
| 9.       | Martin Prokop        | Zdeněk Hrůza         | Ford Fiesta RS WRC      | 3:10:39.2 | +6:58.9   | 2    |
| 10.      | Nászer el-Attija     | Giovanni Bernacchini | Citroën DS3 WRC         | 3:13:12.4 | +9:32.1   | 1    |
| SWRC     |                      |                      |                         |           |           |      |
| 1. (13.) | Craig Breen          | Gareth Roberts       | Ford Fiesta S2000       | 3:18:22.9 | 0.0       | 25   |
| 2. (14.) | Tom Cave             | Craig Parry          | Proton Satria Neo S2000 | 3:21:00.7 | +2:37.8   | 18   |
| 3. (16.) | Yazeed Al-Rajhi      | Michael Orr          | Ford Fiesta S2000       | 3:22:53.7 | +4:30.8   | 15   |
| 4. (17.) | Maciej Oleksowicz    | Andrzej Obrebowski   | Ford Fiesta S2000       | 3:26:38.8 | +8:15.9   | 12   |
| 5. (23.) | Alastair Fisher      | Daniel Barritt       | Ford Fiesta S2000       | 3:37:14.4 | +18:51.5  | 10   |
| 6. (24.) | Per-Gunnar Andersson | Emil Axelsson        | Proton Satria Neo S2000 | 3:37:51.1 | +19:28.2  | 8    |
| 7. (26.) | Hayden Paddon        | John Kennard         | Škoda Fabia S2000       | 3:43:25.8 | +25:02.9  | 6    |

## Szuperspeciál (Power Stage)
| Helyezés | Versenyző          | Idő    | Különbség | Átlagsebesség | Pont |
| -------- | ------------------ | ------ | --------- | ------------- | ---- |
| 1        | Mikko Hirvonen     | 8:51.4 | 0.0       | 100.9 km/h    | 3    |
| 2        | Sébastien Loeb     | 8:52.6 | +1.2      | 100.7 km/h    | 2    |
| 3        | Jari-Matti Latvala | 8:52.9 | +1.5      | 100.7 km/h    | 1    |